# مونتيكياروغولو
مونتيكياروغولو (بالإيطالية: Montechiarugolo)‏ هي بلدية في مقاطعة بارما في إقليم إميليا رومانيا الإيطالي.

## السكان
في سنة 1861 بلغ عدد السكان 4٬055 نسمة، وتطور العدد ليصل في سنة 2011 لـ 10٬482 نسمة.
يظهر هذا المخطط البياني تطور النمو السكاني لـ مونتيكياروغولو